# Имперо (линкор)
«Имперо» (итал. Impero — Империя) — итальянский линкор типа «Литторио» времён Второй мировой войны. Назван в память о второй итало-эфиопской войне, которая окончилась победой Италии и признанием короля Виктора Эммануила III императором Эфиопии. Четвёртый и последний линкор в серии, который так и не был достроен.

## История

### Подготовка к строительству
До 1933 года в Италии не проводились меры по обновлению кораблей Военно-морских сил. Только в 1933 году два линкора типа «Конте ди Кавур» были отправлены на модернизацию, а в том же году были заложены на верфях корабли «Литторио» и «Витторио Венето». В мае 1935 года Морское министерство Италии начало готовить пятилетнюю программу строительства кораблей для флота, куда входило сооружение четырёх линкоров, трёх авианосцев, четырёх тяжёлых крейсеров, 54 подводных лодок и 40 малых кораблей. В декабре 1935 года адмирал Доменико Каваньяри обратился с просьбой к Бенито Муссолини выдать разрешение на строительство ещё двух линкоров, опасаясь возможного усиления флотов Великобритании и Франции. Сначала Муссолини проигнорировал просьбу Каваньяри, но всё-таки позднее дал добро на строительство линкоров. В январе 1937 года поступил заказ на строительство кораблей, которые назвали «Рома» и «Имперо».

### Дизайн
В отличие от «Литторио» и «Витторио Венето», «Имперо» обладал большим водоизмещением (примерно на 610 т больше) и размерами, а также улучшенным корпусом. Строился он по программе строительства кораблей от 1938 года, утверждённой незадолго до начала войны. Причиной увеличения массы было стремление уменьшить максимально вибрации, которые возникали при ударах волн о борт линкора (это было выявлено во время ходовых испытаний «Литторио» и «Витторио Венето»). Экипаж корабля составлял 1920 человек. Также теоретически линкор мог нести три разведывательных самолёта на своей палубе, что и оговаривалось в программе 1938 года.

### Строительство и последующий слом
Строительством корабля должна была заняться компания «Ансальдо» из Генуи. Закладка линкора произошла 14 мая 1938 года, спуск на воду состоялся 15 ноября 1939 года. 8 июня 1940 года корабль срочно перевели в Бриндизи, поскольку французы стали совершать авианалёты на Геную и подвергать её артобстрелу. Первоначально планировалось перевести корабль в Триест, но туда направлялась «Рома», а принять одновременно два линкора в порту не могли. Во время нескольких авианалётов линкор только чудом не пострадал, однако работы были приостановлены. Единственное, что удалось сделать, это подобрать двигатели и башни, куда должны были ставиться орудия.
Вооружённый небольшим количеством корабельных и зенитных орудий, «Имперо» отплыл самостоятельно в Венецию 22 января 1942 года, а позднее вернулся в Триест. После капитуляции Италии немцы захватили линкор и решили пустить его на слом, поскольку дальнейшее продолжение строительства не имело никакого смысла. Однако союзники не позволили немцам это сделать: 20 февраля 1945 года, когда немцы проводили учения (линкор стал судном-мишенью), авиация союзников совершила налёт на Триест и сбросила бомбы на линкор, которые серьёзно его повредили. После войны корабль пустили на слом, а официально о выводе его из состава ВМС Италии сообщили 27 марта 1947 года. Процесс утилизации продолжался с 1948 по 1950 годы в Венеции.
Как оказалось, корабль не был готов к моменту захвата даже наполовину: в общей сложности было выполнено 28 % всей работы. Двигатели были готовы на 76 %, корпус на 88 %. По подсчётам, потребовалось бы как минимум полтора года для завершения строительства. Такие ключевые элементы, как основное вооружение, электрооборудование и капитанский мостик, так и не были установлены.

## Проект авианосца
В 1941 году был создан сверхсекретный проект по переоборудованию ещё недостроенного линкора «Имперо» в авианосец, вооруженный самолётами-снарядами аналогичными Фау-1. Получилась бы плавучая база со стартовыми позициями самолётов-снарядов, которая смогла бы менять позиции и наносить удары в самых разных местах, не только по Великобритании, но даже и по США. Однако союзники итальянцев, немцы, которые производили Фау-1, не спешили предоставлять технологию производства своего новейшего «оружия возмездия». Тем не менее, как показывают недавно рассекреченные документы, итальянцам, в лице известного инженера Секондо Кампини, автора второго в мире реактивного истребителя Caproni Campini N.1, некоторое время проработавшего в немецкой фирме Argus производившей реактивные двигатели для летательных аппаратов, удалось заполучить чертежи самолётов-снарядов Фау-1. Но исполнить задуманное итальянцам не удалось. После капитуляции Италии в 1943 году «Имперо» попал в руки немцев.